# Helen Mirra
Helen Mirra   (Rochester, 31 de desembre de 1970) és una artista conceptual estatunidenca. "Com Henry David Thoreau, és maximalista en una túnica minimalista", amb una pràctica idiosincrática. Està compromesa amb idees de les filosofies budistes i pragmàtiques, i des de 2008 la seva pràctica artística s'ha integrat amb el caminar. Ella ha dit sobre el caminar: "És una activitat no qualificada, i una activitat modesta, i una activitat lliure, i una activitat sempre disponible, i una activitat sense equip, i una activitat activa". En un assaig sobre l'obra de Mirra, Yukio Lippit va descriure el seu compromís així: "La pràctica de Mirra de caminar com una forma específica de pensament que passa per alt el llenguatge. De fet, un sent que comparteix amb els budistes zen en particular un profund escepticisme cap al llenguatge com un autèntic mecanisme de descobriment". Al mateix temps, ha treballat amb freqüència amb el llenguatge com a material principal.

## Carrera
Helen Mirra ha treballat en diversos suports, incloent el teixit, escriptura, especialment índexs, música experimental, escultura, pel·lícula de 16 mm i vídeo. Els viatges i el paisatge han estat temes recurrents, així com la infància i el treball, mantenint-se dins d'una paleta restringida. La seva primera exposició en galeria en solitari va ser a Chicago el 1999 i va incloure una pel·lícula muda de 16 mm, obres tèxtils i el disc de vinil Along, Below, tot relacionat amb la geografia, i la seva primera exposició institucional individual, Sky-wreck, a la Renaissance Society a la Universitat de Chicago el 2001, hi havia una escultura tèxtil tenyida d'indigo d'una secció del cel, imaginada com a part d'una estructura geodèsica. A més de John Cage, Stanley Brouwn, André Cadere i Douglas Huebler són influències clau.
Té una extensa història d'exposicions a Amèrica del Nord i del Sud, Europa i Japó, i va participar en àmplies exposicions internacionals com l'11a Bienal de l'Havana, la 30a Biennal d'Art de São Paulo i la 50a Biennal de Venècia. Una visió de quinze anys (1995-2009) sobre el seu treball, Edge Habitat Arxivat 2015-11-02 a Wayback Machine., es va presentar el 2014 a Culturgest a Lisboa, Portugal, i WhiteWalls va publicar la corresponent publicació Edge Habitat Materials.
Va ser professora titular d'Art Visual i Estudis de Cinema i Mitjans de Comunicació a la Universitat de Chicago (2001-2005) i professora associada de Humanitats de Loeb al departament d'Estudis Visuals i Ambientals de la Universitat Harvard fins al 2013. Ha estat artista en residència a la Universitat de Califòrnia a Berkeley, i convidada al Programa DAAD Artists-in-Berlin. Viu al nord de Califòrnia.